# Rheinische Stiftung für Bildung
Die Rheinische Stiftung für Bildung ist eine rechtsfähige Stiftung des bürgerlichen Rechts mit Sitz in Köln. Sie versteht sich sowohl als Trägerstiftung, die durch die operative Tätigkeit ihrer teils seit 1958 auf dem Bildungsmarkt tätigen Beteiligungsgesellschaften ihren Stiftungszweck realisiert, als auch als fördernde Stiftung, die es Dritten ermöglicht, erfolgversprechende Projekte und Initiativen in der Bildung umzusetzen.

## Stiftungszweck
Zweck der Rheinischen Stiftung für Bildung ist laut ihrer Satzung:
- die Förderung von Erziehung, Volks- und Berufsbildung einschließlich der Studentenhilfe
- die Förderung von Wissenschaft und Forschung
- die Förderung der beruflichen und sozialen Integration

Die Rheinische Stiftung für Bildung wird durch den Vorstandsvorsitzenden Dieter Päffgen und das Vorstandsmitglied Vera Grimm vertreten (Stand Juni 2022).

## Geschichte

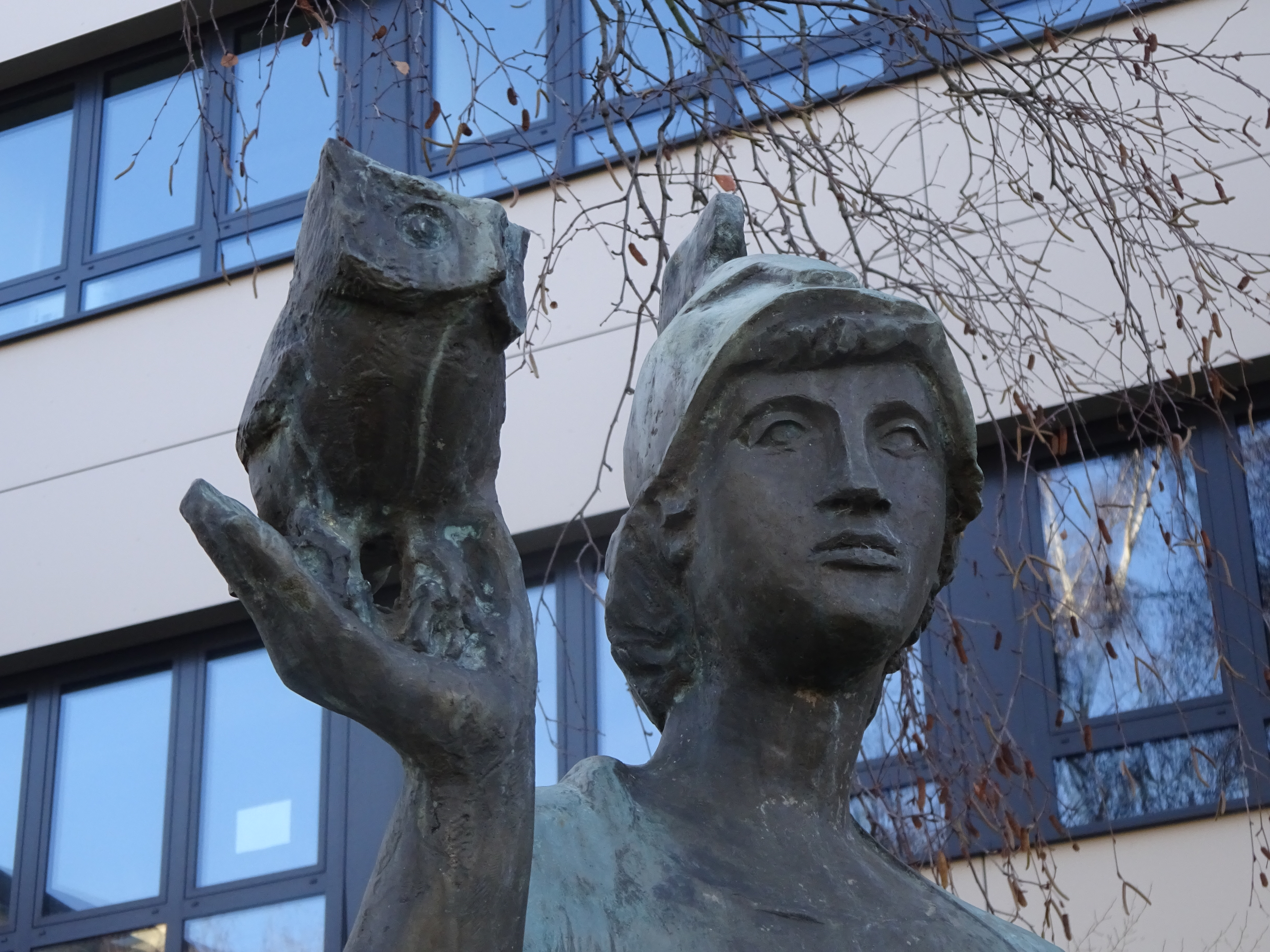
Athene, Göttin der Weisheit. Bronzeskulptur auf dem Campus an der Vogelsanger Straße in Köln-Ehrenfeld.

Die Gründung der Rheinischen Stiftung für Bildung am 23. November 2005 beruht auf dem jahrzehntelangen Engagement einzelner ehemaligen privaten Bildungsträgern, dem sogenannten „Verbund der Rheinischen“.
Am 31. Mai 1958 gründete der Kölner Unternehmer Gottfried Päffgen (1928–2002) die „Rheinische Ingenieurschule für Maschinenwesen Köln“ und die „Rheinische Technikerschule für Bau und Maschinenwesen Köln“ und legte damit den Grundstein für die heutigen Beteiligungsgesellschaften der Rheinischen Stiftung für Bildung.

## Tochtergesellschaften (Beteiligungsgesellschaften)
Aktuell besuchen die Bildungseinrichtungen des „Verbund der Rheinischen“ rund 8.500 Lernende (Stand Mai 2022) mit dem Ziel, ein Studium, eine Erstausbildung, Weiterbildung, Qualifizierungs- oder Integrationsmaßnahmen abzuschließen.
- Rheinische Hochschule Köln gGmbH
- Rheinische Akademie Köln gGmbH
- RBZ Rheinisches Bildungszentrum Köln gGmbH
- BTZ Berufliche Bildung Köln GmbH
- GRF Gemeinnützige RAK Fördergesellschaft mbH

## Förderaktivitäten der Förderabteilung

### Binas – Bildung nachhaltig spenden

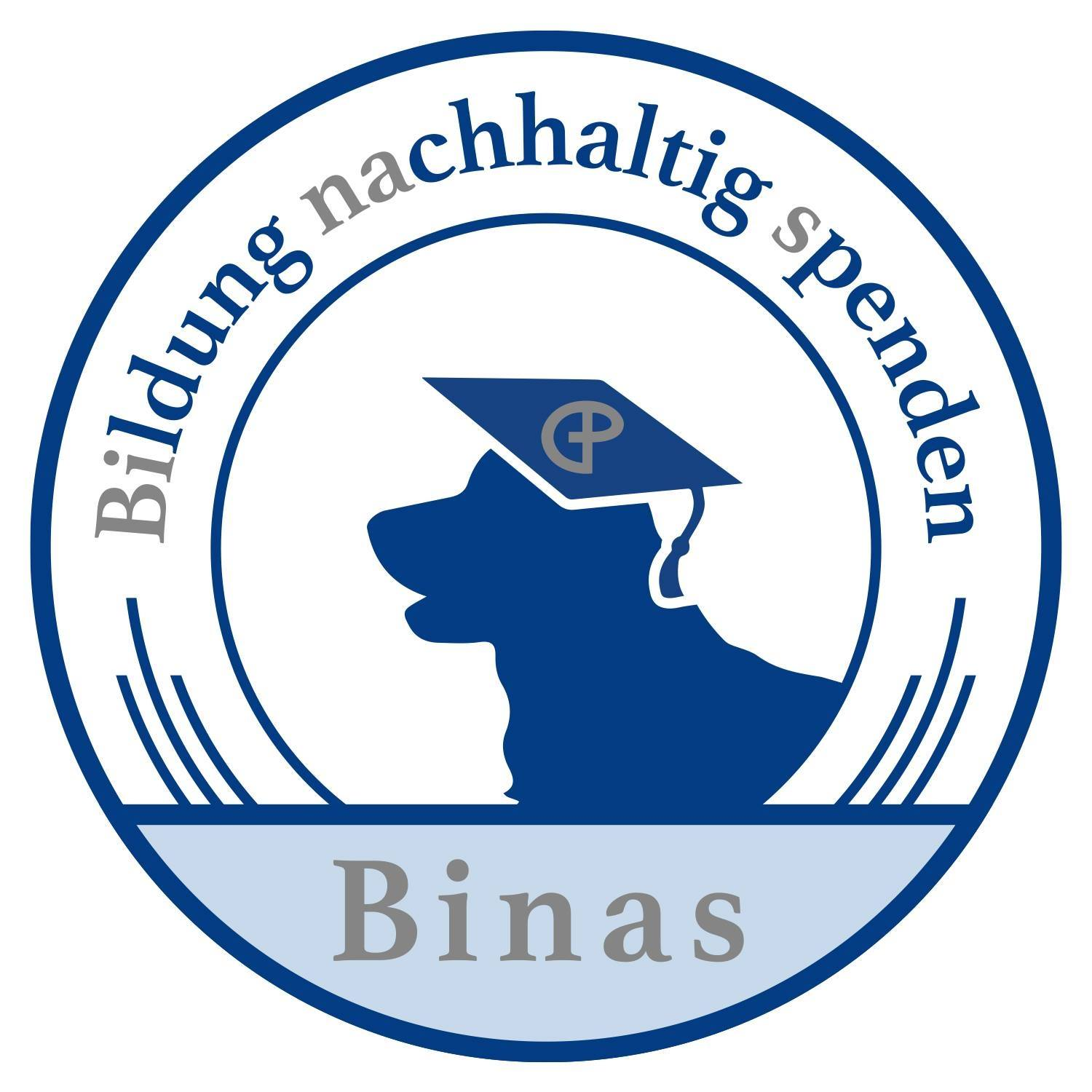
Logo „Binas – Bildung nachhaltig spenden“

Im Rahmen ihrer Förderaktivitäten bringt die Rheinischen Stiftung für Bildung mit dem Projekt „Binas – Bildung nachhaltig spenden“ kleine und mittlere Unternehmen mit gemeinnützigen Bildungsinitiativen im Kölner Raum zusammen, um deren Finanzierungsgrundlage dauerhaft zu sichern.
Unternehmensspenden ermöglichen kleineren Bildungsinitiativen eine eigenständige nachhaltige Mittelbeschaffung durch die Implementierung eines systematischen Fundraising-Konzepts. Dazu organisiert Binas im ersten Schritt eine Anschubfinanzierung und Erstellung eines Pitch-Videos. Im zweiten Schritt werden Studierende der TH Köln aus dem Studiengang „Soziale Arbeit“ durch die Stiftung vermittelten, die im Rahmen einer studentischen Aushilfstätigkeit ein individuelles Fundraising-Konzept für die Bildungsinitiativen erstellen und umsetzen.
Die fördernden Unternehmen verwirklichen somit ihr soziales Engagement im Sinne der „Corporate Social Responsibility (CSR)“ mit einem in Deutschland bisher einzigartigem Konstrukt, das durch das Prinzip „Hilfe zur Selbsthilfe“ ihre Unternehmensspenden nachhaltig und zu einhundert Prozent wirksam macht.
Ziel ist eine nachhaltige finanzielle Absicherung der Bildungsinitiativen und deren Projekte, weswegen die Stiftung im Hinblick auf die somit dauerhaft durchgeführte Mittelakquise auch den Begriff „Nachhaltigkeitsfonds“ verwendet. Nicht zuletzt können durch Binas den Bürgern in Köln und der Region Bildungsprojekte auf längere Sicht zur Verfügung gestellt werden.
Bis 2014 hat die Rheinische Stiftung für Bildung auf dem klassischen Weg gemeinnützige Projekte direkt gefördert. Seit 2015 ist eine Förderung ausschließlich über die Vermittlungsinitiative „Binas – Bildung nachhaltig spenden“ möglich.
Liste der bisher geförderten Organisationen, Vereine und Projekte in alphabetischer Reihenfolge:
- Afina e. V.
- Alevitisches Kulturzentrum Köln-Porz und Umgebung e. V.
- Aliadas e. V.
- Akademie für Resilienz und Traumaberatung A.R.T. e.  V.
- Bildung fördern e. V.
- Building Future e. V.
- Bürgerzentrum Vingst e. V.
- cityofhope cologne e. V.
- Coach e. V. – Kölner Initiative für Bildung und Integration junger Migranten
- codiviti education gUG
- Erste Generation Promotion e. V.
- FAIR.STÄRKEN e.V.
- Familiendienst LR gUG
- FEE – Fördern und Erfolge ernten e. V.
- FIB – Forum für Integration und Bildung e. V.
- FIZ – Freunde des Interkulturellen Zentrums e. V.
- Förderverein Johann-Amos-Comenius Hauptschule e. V.
- Generation iTrust: wertvoll.sein e. V.
- Handwerkerinnenhaus Köln e. V.

- Haus der Familie e. V.
- himmel & ääd gGmbH
- Humor Hilft Heilen gGmbH
- JubiGo e. V. Jugendbildungs- und Sozialwerk Goethe
- Junge Stadt Köln e. V.
- Katholische Jugendagentur Köln gGmbH
- Kellerladen e.V.
- Kinder- und Jugendzentrum Meschenich
- Köln kann auch anders e. V.
- Kölner Arbeitskreis LRS & Dyskalkulie e. V.
- Kölner Gymnasial und Stiftungsfonds – Chancen stiften e. V.
- Kulturkinder e. V.
- LeseWelten – Kölner Freiwilligen-Agentur e. V.
- MakerSpace Bonn e. V.
- MamaKiya e. V.
- MmM – Mülheim macht MINT gGmbH
- MuKuTaThe – Werkstatt für Musik, Kunst, Tanz, Theater e.V.
- Nikolaus-Groß-Haus e. V.
- Open Door International e. V.
- OSK Offene Schule Köln gGmbH
- Parea gemeinnützige Gesellschaft für soziale Dienstleistungen mbH (Standort Köln)
- Perlentauchen e. V.
- Querwaldein e. V.
- Rheinische Akademie Köln gGmbH
- ROM e. V.
- Schauspielschule „Der Keller“ e. V.
- Seniorpartner in School e. V. (Regionalgruppe Köln)
- sei.STARK e. V.
- SocialMinds e. V.
- step into action Deutschland e. V.
- StoryAtelier gGmbH
- Studentisches Forum für Integration und (FIB) e. V.
- Tausendfüßler e. V.
- Theater ImPuls e. V.
- Veedel e. V.
- vingst/ostheim e. V.
- Weltretterbande gUG
- zdi-Zentrum Köln / Lernende Region – Netzwerk Köln e. V.

### Rheinischer Bildungsplatz (RheBi)
Der Rheinische Bildungsplatz, kurz RheBi genannt, wird seit 2019 jährlich von der Rheinischen Stiftung für Bildung zu einer jährlich festgelegten Bewerbungsthematik vergeben. Teilnehmen können an diesem Bildungspreis gemeinnützige Bildungsinitiativen aus Köln und der Kölner Region.
Die Auszeichnung richtet sich an kleinere, regionale, noch wenig bekannte Projekte, die mit einem geringen Budget einen „Platz für Bildung“ in Köln und Region möglich machen. Neben dem Preisgeld in Höhe von 5.000 Euro erhält in jedem Jahr ein Preisträger des „Rheinischen Bildungsplatzes“ eine symbolische Miniatur-Holzbank.
Die Preisträger nach Vergabejahren:
- 2024: Rockid.one e. V.[1]
- 2023: Schauspielschule „Der Keller“[2]
- 2022: Kölner Arbeitskreis LRS und Dyskalkulie e. V.[3]
- 2021: codiviti education gUG[4]
- 2020: Erste Generation Promotion e. V.[5]
- 2019: Regionalgruppe Köln von Seniorpartner in School e. V.

## Externes Engagement und Kooperationen
- 2014: FIAN Deutschland e. V.
- 2012: Chancen stiften – die Gemeinschaftsstiftung des Kölner Gymnasial- und Stiftungsfonds
- 2009: Kampagne „Klimaschutz – Jeder, jeden Tag“ von Querwaldein e V. und Förderverein NaturGut Ophoven e. V.
- tat für tat: malawi e. V.